# Adesmia littoralis
Adesmia littoralis är en ärtväxtart som beskrevs av Arturo Erhardo Erardo Burkart. Adesmia littoralis ingår i släktet Adesmia och familjen ärtväxter. Inga underarter finns listade i Catalogue of Life.

## Bildgalleri

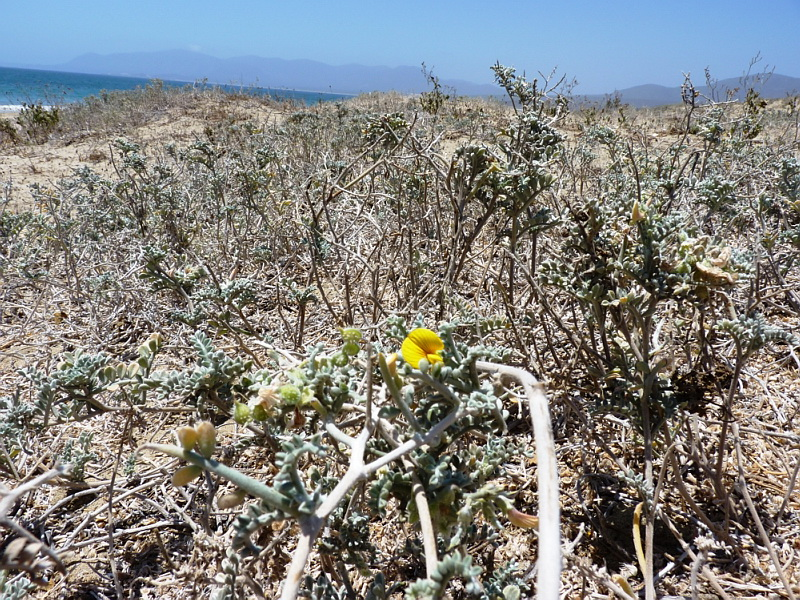